# Таптан
Таптан — река в России, протекает по Кривошеинскому району Томской области. Устье реки находится в 2582 км по левому берегу реки Обь, в деревне Жуково. Длина реки составляет 16 км. Притоки — Чёрная и Средняя.

## Данные водного реестра
По данным государственного водного реестра России относится к Верхнеобскому бассейновому округу, водохозяйственный участок реки — Обь от Новосибирского гидроузла до впадения реки Чулым, без рек Иня и Томь, речной подбассейн реки — бассейны притоков (Верхней) Оби до впадения Томи. Речной бассейн реки — (Верхняя) Обь до впадения Иртыша.